# Aparri
Aparri è una municipalità di prima classe delle Filippine, situata nella Provincia di Cagayan, nella Regione della Valle di Cagayan.
Aparri è formata da 42 baranggay:
- Backiling
- Bangag
- Binalan
- Bisagu
- Bukig
- Bulala Norte
- Bulala Sur
- Caagaman
- Centro 1 (Pob.)
- Centro 2 (Pob.)
- Centro 3 (Pob.)
- Centro 4 (Pob.)
- Centro 5 (Pob.)
- Centro 6 (Pob.)
- Centro 7 (Pob.)
- Centro 8 (Pob.)
- Centro 9 (Pob.)
- Centro 10 (Pob.)
- Centro 11 (Pob.)
- Centro 12 (Pob.)
- Centro 13 (Pob.)

- Centro 14 (Pob.)
- Centro 15 (Pob.)
- Dodan
- Fuga Island
- Gaddang
- Linao
- Mabanguc
- Macanaya (Pescaria)
- Maura
- Minanga
- Navagan
- Paddaya
- Paruddun Norte
- Paruddun Sur
- Plaza
- Punta
- San Antonio
- Sanja
- Tallungan
- Toran
- Zinarag